# Deportivo Pasto
Asociación Deportivo Pasto is een Colombiaanse voetbalclub uit Pasto. De club werd opgericht op 12 oktober 1949 en komt uit in de Categoría Primera B, de op een na hoogste Colombiaanse voetbaldivisie.
In het seizoen 2006-I werd de club voor de eerste keer in zijn bestaan landskampioen. In het daaropvolgende seizoen mocht de club meedoen in de Copa Libertadores, maar de club eindigde laatste in de poulefase nadat alle wedstrijden verloren gingen.

## Erelijst
- Landskampioen (1)

2006-I
- Categoría Primera B (1)

1998

## Stadion
Deportivo Pasto speelt zijn thuiswedstrijden in het Estadio Departamental Libertad. Dit stadion werd in 1954 in gebruik genomen en biedt plaats aan 27.380 toeschouwers.

## Bekende (oud-)spelers
- Sergio Angulo
- Gilberto García
- Yerry Mina
- Jhon Viáfara